# Nicki Pedersen

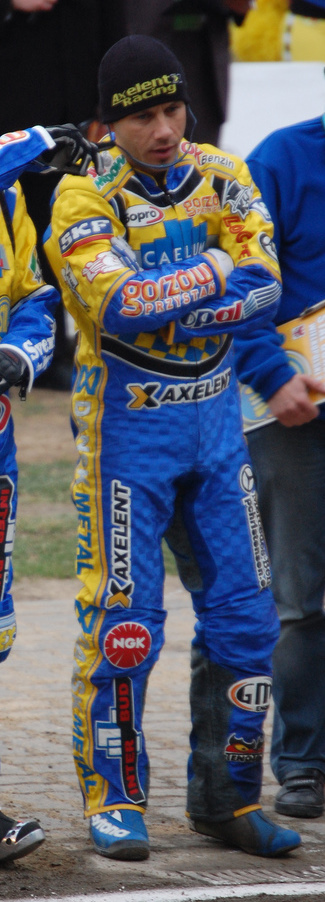
Nicki Pedersen (2010)

Nicki Pedersen (* 2. April 1977 in Odense, Dänemark) ist ein dänischer Speedwayfahrer. Er war Einzel-Weltmeister und Team-Weltmeister im Speedway. Er galt als bester Speedwayfahrer der Welt.
Sein älterer Bruder Ronni ist ebenso wie er Speedwayfahrer. Momentan fährt Nicki Pedersen in der polnischen Liga für Włókniarz Częstochowa, in der schwedischen für Lejonen aus Gislaved und in der russischen Speedwayliga für Mega-Lada. Zudem ist er als permanenter Fahrer für jeden Grand-Prix gesetzt.
2003 wurde er zu Dänemarks Sportler des Jahres gewählt.

## Erfolge

### Einzel
- Weltmeister: 2003, 2007, 2008
- Dänischer Meister: 2002, 2003, 2005, 2006, 2008, 2009

### Team
- Team-Weltmeister: 2006, 2008
- Dänischer Meister: 1995, 1998, 2000, 2003, 2004
- Schwedischer Meister: 2008

| Personendaten    | Personendaten            |
| ---------------- | ------------------------ |
| NAME             | Pedersen, Nicki          |
| KURZBESCHREIBUNG | dänischer Speedwayfahrer |
| GEBURTSDATUM     | 2. April 1977            |
| GEBURTSORT       | Odense                   |